# 天坛镇
天坛镇，是中华人民共和国山西省临汾市浮山县下辖的一个乡镇级行政单位。

## 行政区划
天坛镇下辖以下地区：
东街社区、西街社区、北关村、东关村、西关村、南关村、杜老凹村、十里垣村、聚粮村、东鲁村、柏村、诸葛村、南王村、前交村、东腰村、湾子里村、邢庄村、河底村、后交村和赵家垣村。